# Jacques Pilet
 (septembre 2023).
La mise en forme du texte ne suit pas les recommandations de Wikipédia : il faut le « wikifier ».
Les points d'amélioration suivants sont les cas les plus fréquents. Le détail des points à revoir est peut-être précisé sur la page de discussion.
- Les titres sont pré-formatés par le logiciel. Ils ne sont ni en capitales, ni en gras.
- Le texte ne doit pas être écrit en capitales (les noms de famille non plus), ni en gras, ni en italique, ni en « petit »…
- Le gras n'est utilisé que pour surligner le titre de l'article dans l'introduction, une seule fois.
- L'italique est rarement utilisé : mots en langue étrangère, titres d'œuvres, noms de bateaux, etc.
- Les citations ne sont pas en italique mais en corps de texte normal. Elles sont entourées par des guillemets français : « et ».
- Les listes à puces sont à éviter, des paragraphes rédigés étant largement préférés. Les tableaux sont à réserver à la présentation de données structurées (résultats, etc.).
- Les appels de note de bas de page (petits chiffres en exposant, introduits par l'outil «  Source ») sont à placer entre la fin de phrase et le point final[comme ça].
- Les liens internes (vers d'autres articles de Wikipédia) sont à choisir avec parcimonie. Créez des liens vers des articles approfondissant le sujet. Les termes génériques sans rapport avec le sujet sont à éviter, ainsi que les répétitions de liens vers un même terme.
- Les liens externes sont à placer uniquement dans une section « Liens externes », à la fin de l'article. Ces liens sont à choisir avec parcimonie suivant les règles définies. Si un lien sert de source à l'article, son insertion dans le texte est à faire par les notes de bas de page.
- La présentation des références doit suivre les conventions bibliographiques. Il est recommandé d'utiliser les modèles {{Ouvrage}}, {{Chapitre}}, {{Article}}, {{Lien web}} et/ou {{Bibliographie}}. Le mode d'édition visuel peut mettre en forme automatiquement les références.
- Insérer une infobox (cadre d'informations à droite) n'est pas obligatoire pour parachever la mise en page.

Pour une aide détaillée, merci de consulter Aide:Wikification.
Si vous pensez que ces points ont été résolus, vous pouvez retirer ce bandeau et améliorer la mise en forme d'un autre article.
 (mars 2023).
Si vous disposez d'ouvrages ou d'articles de référence ou si vous connaissez des sites web de qualité traitant du thème abordé ici, merci de compléter l'article en donnant les références utiles à sa vérifiabilité et en les liant à la section « Notes et références ».
Pour les articles homonymes, voir Pilet.
Jacques Pilet, né le 18 octobre 1943 à La Tour-de-Peilz en Suisse, est un journaliste et créateur de journaux suisse.

## Biographie
Écoles à Montreux et à Saint-Maurice. Séjours à Göttingen.
- 1964-1967 : débute dans le journalisme au Journal de Montreux.
- 1967-1974 : rédacteur à 24 Heures (chroniqueur TV, puis service enquêtes et reportages).
- 1974-1981 : Journaliste à la Télévision suisse romande, principalement pour l'émission Temps présent, puis producteur du magazine d'actualité suisse Tell Quel.

En 1981 il fonde  L'Hebdo pour l'éditeur zurichois Ringier et devient rédacteur en chef. Crée parallèlement (1985-1986) le magazine culturel européen Emois.
- 1991 : Fondateur et rédacteur en chef du Nouveau Quotidien. Les actionnaires sont les groupes de presse Edipresse (80%) et Ringier (20%).
- 1997 : chef du groupe développement de Ringier et chargé de concevoir de nouvelles publications, comme Dimanche.ch qui a vu le jour en 1999.
- 2000 : Membre de la Direction Ringier, dirige le département des journaux jusqu'en 2002.
- 2002-aujourd'hui : consultant éditorial attaché à la direction du groupe Ringier. Plusieurs missions de conseils en Hongrie, Roumanie et Serbie. Responsable du Comité Éditorial du groupe, présidé par M. Michael Ringier. Membre du "Beirat" (conseil éditorial) du magazine allemand Cicero à Berlin.

Tient une chronique hebdomadaire à L'Hebdo. Connaisseur de l'Amérique latine, il y voyage fréquemment et publie de nombreux reportages sur la Colombie, le Brésil, le Pérou notamment. Il est favorable à l'adhésion de la Suisse à l'Union européenne. Il s'est fortement engagé pour le oui à l'Espace économique européen en 1992. En 1991, il a conçu et produit (avec CAB Productions à Lausanne) un spectacle (L'épopée de l'Europe), présenté sous la tente de Mario Botta à Sils Maria dans le cadre de la journée européenne du 700e anniversaire de la Confédération. En 2002, il organise la journée européenne de l'Exposition nationale. Il a créé et présidé la section suisse de la European Cultural Foundation, fondée aux Pays-Bas.
Il a épousé la photographe Simone Oppliger, décédée en 2006. Leur fils François est journaliste.
À la suite de la disparation de l'Hebdo en 2017, Jacques Pilet participe à la création du nouveau journal romand en ligne Bon pour la tête dont le 1er numéro sort le 21 juin 2017.
Il s'est positionné au sein de l'opposition aux mesures de lutte contre la pandémie de Covid-19.

## Œuvres
- Le Crime nazi de Payerne , éd. Favre (d'après le film réalisé pour « Temps présent » avec Yvan Dalain).
- ouvrage collectif, L'Europe au cœur, éd. Favre.
- Journaliste. Le souffle de l'histoire : Entretiens avec Jacques Poget, Neuchâtel, Éditions Alphil, 1er décembre 2022, 336 p. (ISBN 978-2889501144)[3]